# Robert Kazimierz de Raëss
Robert Kazimierz de Raëss (Raës, Deraes, Deraess, Dereass) herbu własnego (zm. po 1799 roku) – sędzia ziemiański trocki w 1792 roku, sędzia ziemski trocki w latach 1773–1792, oboźny trocki w latach 1772–1773, marszałek trocki konfederacji targowickiej.